# Moffat County
Moffat County je okres ve státě Colorado v USA. K roku 2010 zde žilo 13 795 obyvatel. Správním městem okresu je Craig. Celková rozloha okresu činí 12 305 km². Byl pojmenován podle průmyslníka Davida Moffata.